# Selma (slak)
Selma is een geslacht van weekdieren uit de klasse van de Gastropoda (slakken).

## Soort
- Selma succiniola A. Adams, 1863